# Ca la Pastora
Ca la Pastora és un habitatge protegit com a bé cultural d'interès local del municipi de Pont de Molins (Alt Empordà).

## Descripció
Es tracta d'un edifici aïllat situat als afores del poble. El conjunt està integrat per dos cossos orientats a llevant. El cos central, consta de planta baixa i pis i la coberta és a dues vessants. El cos lateral consta de planta baixa, pis i golfes i la coberta és a una vessant. Les façanes són de pedra i estan parcialment recobertes per un arrebossat de ciment. Les obertures, petites, estan emmarcades en pedra.

## Història
La casa fou adquirida fa pocs anys per una família de Barcelona que van fer restaurar molt dels elements que integren el conjunt.